# Баллифин
Баллифин (англ. Ballyfin; ирл. Baile Fionn, «город Финна» — согласно легенде, здесь был выращен Финн Мак Кумал) — деревня в Ирландии, находится в графстве Лиишь (провинция Ленстер). Расположена на пути трассы R423.